# Åkær Å
Åkær Å är ett vattendrag i Danmark. Det ligger i den centrala delen av landet. Åkær Å mynnar i Kolding Å.